# Muğla (Provinz)
Die türkische Provinz Muğla [ˈmuːla] liegt im äußersten Südwesten Kleinasiens. Sie stellt das Kernland des antiken Karien dar und hat eine Bevölkerung von mehr als einer Million Menschen (Stand 2020), die Hauptstadt war das gleichnamige Muğla. Vorläufer der Provinz war der osmanische Sandschak Menteşe.
Die Provinz Muğla grenzt im Norden an die Provinz Aydın, im Nordosten an die Provinzen Denizli und Burdur sowie im Osten an die Provinz Antalya.
Zusammen mit sieben anderen Provinzen bildet Muğla die Ägäisregion und belegt hinsichtlich der Fläche den dritten Platz (~ 14 %) und bevölkerungsmäßig den fünften Platz (9,36 %).
Die Provinz bildet einen Streifen von etwa 50 × 250 km gegenüber der Küste vor Rhodos, wo sie sich mit drei weit vorragenden Halbinseln in einem Streifen von der Ägäis (Ege Denizi) ins östliche Mittelmeer umbiegt.
Wirtschaftlich ist für die Region der Tourismus am wichtigsten, insbesondere auf der Halbinsel Bodrum. Von Bedeutung sind auch die Teppich-Manufakturen, einige antike Stätten bzw. Museen und die lokalen Basare. Auch Braunkohle wird in der Provinz abgebaut.
Gute Verkehrsverbindungen sind – trotz der vorwiegenden Steilküste – durch den Schiffsverkehr gegeben sowie von Norden her durch die Straßen von İzmir bzw. Aydın. Flughäfen mit internationaler Anbindung gibt es in Dalaman und in Bodrum.
An der stark gegliederten Küste liegen südlich der Stadt Muğla unter anderem die antiken Ruinenstädte Kerme, Knidos, Telmessos (Fethiye) und Kaunos. Bekannt sind auch einige Nekropolen mit den für Karien typischen hochgebauten Sarkophagen.

## Verwaltungsgliederung
Die Provinz ist in 14 Verwaltungsbezirke (İlçe) unterteilt. Muğla ist seit 2012 eine Großstadtgemeinde (Büyükşehir belediyesi). Nach einer Verwaltungsreform ab dem Jahr 2013 umfasst das Gebiet der Büyükşehir belediyesi die gesamte Provinz. Bei der Bildung der Großstadtgemeinde wurden alle bestehenden Gemeinden und der dem Vali unmittelbar unterstehende Zentralbezirk (Merkez İlçe) aufgelöst. An seiner Stelle entstand das İlçe Menteşe mit einem eigenen Kaymakam. In jedem der İlçe wurde eine gleichnamige Gemeinde (Belediye) mit einem eigene Bürgermeister gegründet, die das gesamte Gebiet des Bezirks umfassen. Der Verband dieser Gemeinden bildet die Großstadtgemeinde. Die Gemeinden gliedern sich in insgesamt 569 Mahalle (Stadtviertel/Ortsteile). Die vor der Reform außerhalb der damaligen Gemeinden bestehenden Dörfer (Köy) wurden in Mahalle der Gemeinden umgewandelt, denen sie jetzt angehören. Ein Muhtar ist in jedem Mahalle der oberste Beamte.
| Kreis- code 1 | Landkreis İlçe | Fläche 2 (km²) | Bevölkerung am 31.12.2020 3 | Bevölkerung am 31.12.2020 3 | Bevölkerung am 31.12.2020 3 | Anzahl der Mahalle | Bevölke rungs dichte (Einw./km²) | Sex Ratio 4 Frauen auf 1000 Männer | Grün- dungs da- tum 5, 6 |
| Kreis- code 1 | Landkreis İlçe | Fläche 2 (km²) | Gesamt                      | männlich                    | weiblich                    | Anzahl der Mahalle | Bevölke rungs dichte (Einw./km²) | Sex Ratio 4 Frauen auf 1000 Männer | Grün- dungs da- tum 5, 6 |
| ------------- | -------------- | -------------- | --------------------------- | --------------------------- | --------------------------- | ------------------ | -------------------------------- | ---------------------------------- | ------------------------ |
| 1197          | Bodrum         | 650            | 181.541                     | 92.102                      | 89.439                      | 56                 | 279,3                            | 971                                |                          |
| 1742          | Dalaman        | 608            | 43.036                      | 22.342                      | 20.694                      | 25                 | 70,8                             | 926                                | 1983                     |
| 1266          | Datça          | 436            | 23.711                      | 12.077                      | 11.634                      | 12                 | 54,4                             | 963                                | 1928                     |
| 1331          | Fethiye        | 875            | 167.114                     | 83.705                      | 83.409                      | 41                 | 191,0                            | 997                                |                          |
| 1958          | Kavaklıdere    | 302            | 10.871                      | 5.498                       | 5.373                       | 15                 | 36,0                             | 977                                | 1990                     |
| 1488          | Köyceğiz       | 1.329          | 37.981                      | 19.135                      | 18.846                      | 25                 | 28,6                             | 985                                |                          |
| 1517          | Marmaris       | 906            | 95.851                      | 50.388                      | 45.463                      | 25                 | 105,8                            | 902                                |                          |
| 2089          | Menteşe        | 1.659          | 113.141                     | 57.071                      | 56.070                      | 66                 | 68,2                             | 983                                | 2012                     |
| 1528          | Milas          | 2.067          | 143.254                     | 72.522                      | 70.732                      | 132                | 69,3                             | 975                                |                          |
| 1831          | Ortaca         | 285            | 51.737                      | 25.864                      | 25.873                      | 27                 | 181,5                            | 1000                               | 1987                     |
| 2090          | Seydikemer     | 2.208          | 61.306                      | 31.879                      | 29.427                      | 65                 | 27,8                             | 923                                | 2012                     |
| 1695          | Ula            | 479            | 26.058                      | 13.192                      | 12.866                      | 30                 | 54,4                             | 975                                | 1954                     |
| 1719          | Yatağan        | 851            | 45.172                      | 22.729                      | 22.443                      | 50                 | 53,1                             | 987                                | 1944                     |
| MUĞLA         | MUĞLA          | 2.655          | 1.000.773                   | 508.504                     | 492.269                     | 569                | 79,1                             | 968                                |                          |

## Bevölkerung

### Ergebnisse der Bevölkerungsfortschreibung
Nachfolgende Tabelle zeigt die jährliche Bevölkerungsentwicklung nach der Fortschreibung durch das 2007 eingeführte adressierbare Einwohnerregister (ADNKS). Zusätzlich sind die Bevölkerungswachstumsrate und das Geschlechterverhältnis (Sex Ratio d. h. die rechnerisch ermittelte Anzahl der Frauen pro 1000 Männer) aufgeführt. Der Zensus von 2011 ermittelte 837.804 Einwohner, das sind über 100.000 Einwohner mehr als zum Zensus 2000.

| Jahr | Bevölkerung am Jahresende | Bevölkerung am Jahresende | Bevölkerung am Jahresende | Wachstums- rate der Be- völkerung (in %) | Geschlechter verhältnis (Frauen auf 1000 Männer) | Rang (unter den 81 Provinzen) |
| Jahr | gesamt                    | männlich                  | weiblich                  | Wachstums- rate der Be- völkerung (in %) | Geschlechter verhältnis (Frauen auf 1000 Männer) | Rang (unter den 81 Provinzen) |
| ---- | ------------------------- | ------------------------- | ------------------------- | ---------------------------------------- | ------------------------------------------------ | ----------------------------- |
| 2020 | 1.000.773                 | 508.504                   | 492.269                   | 1,79                                     | 968,1                                            | 24                            |
| 2019 | 983.142                   | 500.602                   | 482.540                   | 1,62                                     | 963,9                                            | 24                            |
| 2018 | 967.487                   | 493.140                   | 474.347                   | 3,06                                     | 961,9                                            | 24                            |
| 2017 | 938.751                   | 478.950                   | 459.801                   | 1,62                                     | 960,0                                            | 24                            |
| 2016 | 923.773                   | 470.404                   | 453.369                   | 1,64                                     | 963,8                                            | 24                            |
| 2015 | 908.877                   | 463.411                   | 445.466                   | 1,61                                     | 961,3                                            | 24                            |
| 2014 | 894.509                   | 454.642                   | 439.867                   | 3,21                                     | 967,5                                            | 24                            |
| 2013 | 866.665                   | 441.531                   | 425.134                   | 1,82                                     | 962,9                                            | 24                            |
| 2012 | 851.145                   | 434.539                   | 416.606                   | 1,53                                     | 958,7                                            | 24                            |
| 2011 | 838.324                   | 428.114                   | 410.210                   | 2,55                                     | 958,2                                            | 23                            |
| 2010 | 817.503                   | 416.029                   | 401.474                   | 1,88                                     | 965,0                                            | 23                            |
| 2009 | 802.381                   | 410.089                   | 392.292                   | 1,38                                     | 956,6                                            | 23                            |
| 2008 | 791.424                   | 405.079                   | 386.345                   | 3,30                                     | 953,8                                            | 23                            |
| 2007 | 766.156                   | 392.403                   | 373.753                   | –                                        | 952,5                                            | 24                            |

### Volkszählungsergebnisse
Nachfolgende Tabellen geben den bei den 14 Volkszählungen dokumentierten Einwohnerstand der Provinz Muğla wieder. Die Werte der linken Tabelle entstammen E-Books (der Originaldokumente) entnommen, die Werte der rechten Tabelle basieren aus der Datenabfrage des Türkischen Statistikinstituts TÜIK
| Jahr | Bevölkerung am Zensustag | Bevölkerung am Zensustag | jährl. Wachs- tumsrate in % | Rang |
| Jahr | Türkei                   | Provinz Muğla            | Provinz Muğla               | Rang |
| ---- | ------------------------ | ------------------------ | --------------------------- | ---- |
| 1927 | 13.648.270               | 174.687                  | -                           | 36   |
| 1935 | 16.158.018               | 196.772                  | 1,58                        | 38   |
| 1940 | 17.820.950               | 211.445                  | 1,49                        | 40   |
| 1945 | 18.790.174               | 220.678                  | 0,87                        | 40   |
| 1950 | 20.947.188               | 241.640                  | 1,90                        | 40   |
| 1955 | 24.064.763               | 267.579                  | 2,15                        | 40   |
| 1960 | 27.754.820               | 299.611                  | 2,39                        | 40   |

| Jahr | Bevölkerung am Zensustag | Bevölkerung am Zensustag | jährl. Wachs- tumsrate in % | Rang |
| Jahr | Türkei                   | Provinz Muğla            | Provinz Muğla               | Rang |
| ---- | ------------------------ | ------------------------ | --------------------------- | ---- |
| 1965 | 31.391.421               | 334.973                  | 2,36                        | 41   |
| 1970 | 35.605.176               | 368.776                  | 2,02                        | 40   |
| 1975 | 40.347.719               | 400.796                  | 1,74                        | 42   |
| 1980 | 44.736.957               | 438.145                  | 1,86                        | 43   |
| 1985 | 50.664.458               | 486.290                  | 2,20                        | 41   |
| 1990 | 56.473.035               | 562.809                  | 3,15                        | 36   |
| 2000 | 67.803.927               | 715.328                  | 2,71                        | 30   |

Anzahl der Provinzen bezogen auf die Censusjahre:
- 1927, 1940 bis 1950: 63 Provinzen
- 1935: 57 Provinzen
- 1955: 67 Provinzen
- 1960 bis 1985: 73 Provinzen
- 1990: 73 Provinzen
- 2000: 81 Provinzen

### Detaillierte Volkszählungsergebnisse
| Jahr | Gesamtbevölkerung | Gesamtbevölkerung | Gesamtbevölkerung | Stadtbevölkerung | Stadtbevölkerung | Stadtbevölkerung | Stadtbevölkerung | Landbevölkerung | Landbevölkerung | Landbevölkerung | Landbevölkerung |
| Jahr | Gesamt            | männlich          | weiblich          | Gesamt           | %                | männlich         | weiblich         | Gesamt          | %               | männlich        | weiblich        |
| ---- | ----------------- | ----------------- | ----------------- | ---------------- | ---------------- | ---------------- | ---------------- | --------------- | --------------- | --------------- | --------------- |
| 1927 | 174.687           | 79.862            | 94.825            | 28.072           | 16,07            | 13.998           | 14.074           | 146.615         | 83,93           | 65.864          | 80.751          |
| 1935 | 196.772           | 93.356            | 103.416           | 32.553           | 16,54            | 15.644           | 16.909           | 164.219         | 83,46           | 77.712          | 86.507          |
| 1940 | 211.445           | 102.714           | 108.731           | 37.729           | 17,84            | 20.298           | 17.431           | 173.716         | 82,16           | 82.416          | 91.300          |
| 1945 | 220.678           | 107.440           | 113.238           | 38.042           | 17,24            | 19.783           | 18.259           | 182.636         | 82,76           | 87.657          | 94.979          |
| 1950 | 241.640           | keine Angaben     | keine Angaben     | 36.135           | 14,95            | keine Angaben    | keine Angaben    | 205.505         | 85,05           | keine Angaben   | keine Angaben   |
| 1955 | 267.579           | 130.712           | 136.867           | 44.886           | 16,77            | 21.920           | 22.966           | 222.693         | 83,23           | 108.792         | 113.901         |
| 1960 | 299.611           | 148.008           | 151.603           | 53.238           | 17,77            | 26.815           | 26.423           | 246.373         | 82,23           | 121.193         | 125.180         |
| 1965 | 334.973           | 166.339           | 168.634           | 59.330           | 17,71            | 29.702           | 29.628           | 275.643         | 82,29           | 136.637         | 139.006         |
| 1970 | 368.776           | 183.738           | 185.038           | 70.596           | 19,14            | 36.085           | 34.511           | 298.180         | 80,86           | 147.653         | 150.527         |
| 1975 | 400.796           | 201.664           | 199.132           | 85.011           | 21,21            | 44.078           | 40.933           | 315.785         | 78,79           | 157.586         | 158.199         |
| 1980 | 438.145           | 220.966           | 217.179           | 100.314          | 22,90            | 52.487           | 47.827           | 337.831         | 77,10           | 168.479         | 169.352         |
| 1985 | 486.290           | 249.156           | 237.134           | 136.160          | 28,00            | 72.089           | 64.071           | 350.130         | 72,00           | 177.067         | 173.063         |
| 1990 | 562.809           | 294.230           | 268.579           | 186.397          | 33,12            | 99.598           | 86.799           | 376.412         | 66,88           | 194.632         | 181.780         |
| 2000 | 715.328           | 376.677           | 338.651           | 268.341          | 37,51            | 141.796          | 126.545          | 446.987         | 62,49           | 234.881         | 212.106         |